# Guatteria oblanceolata
Guatteria oblanceolata är en kirimojaväxtart som beskrevs av Robert Elias Fries. Guatteria oblanceolata ingår i släktet Guatteria och familjen kirimojaväxter. Inga underarter finns listade i Catalogue of Life.